# Desorden templado y desorden recocido
En física estadística se dice que un sistema presenta desorden templado (quenched disorder) cuando determinado número de parámetros que entran en definición son aleatorios, pero su valor está fijo durante el proceso de observación. Por el contrario, se dice que hay desorden recocido (annealed disorder) cuando se permite a estos parámetros evolucionar. Normalmente se considera que los problemas con desorden templado presentan una mayor dificultad matemática, debido a que el término promediado y el promediado sobre el desorden no se pueden llevar a cabo de la misma forma. Por ello se han desarrollado métodos específicos como, por ejemplo el truco de las réplicas.
- Datos: Q17142196